# Монте-Сан-Джованни-Кампано
Монте-Сан-Джованни-Кампано (итал. Monte San Giovanni Campano) — коммуна в Италии, располагается в регионе Лацио, подчиняется административному центру Фрозиноне.
Население составляет 12 812 человек, плотность населения составляет 264 чел./км². Занимает площадь 48,51 км². Почтовый индекс — 03025. Телефонный код — 0775.
Покровителем населённого пункта считается Фома Аквинский, который два года был заточён в здешнем замке. Праздник ежегодно празднуется 7 марта.